# Korpus dyplomatyczny

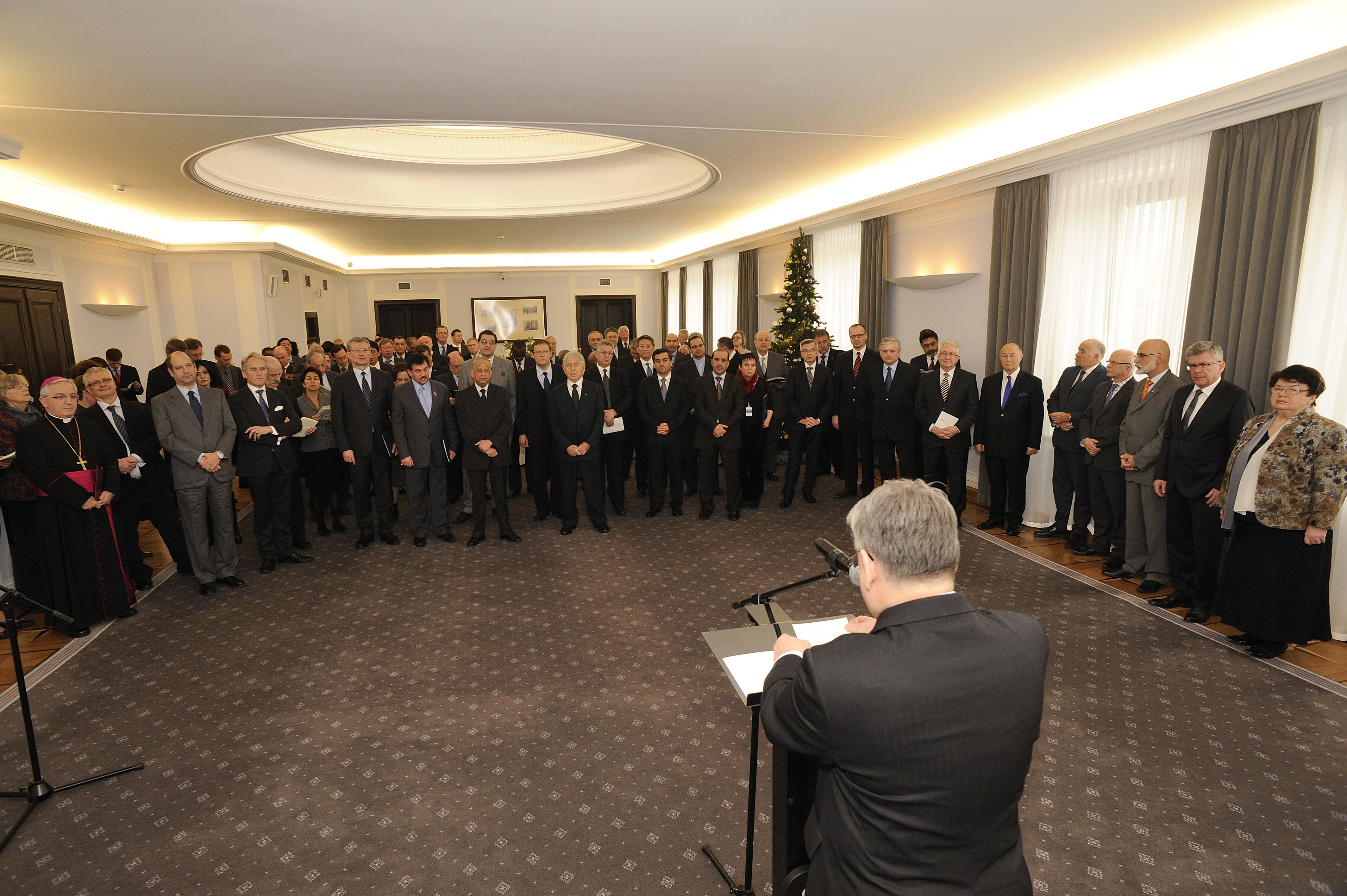
Noworoczne spotkanie korpusu dyplomatycznego z Marszałkiem Senatu w Senacie RP (2013)

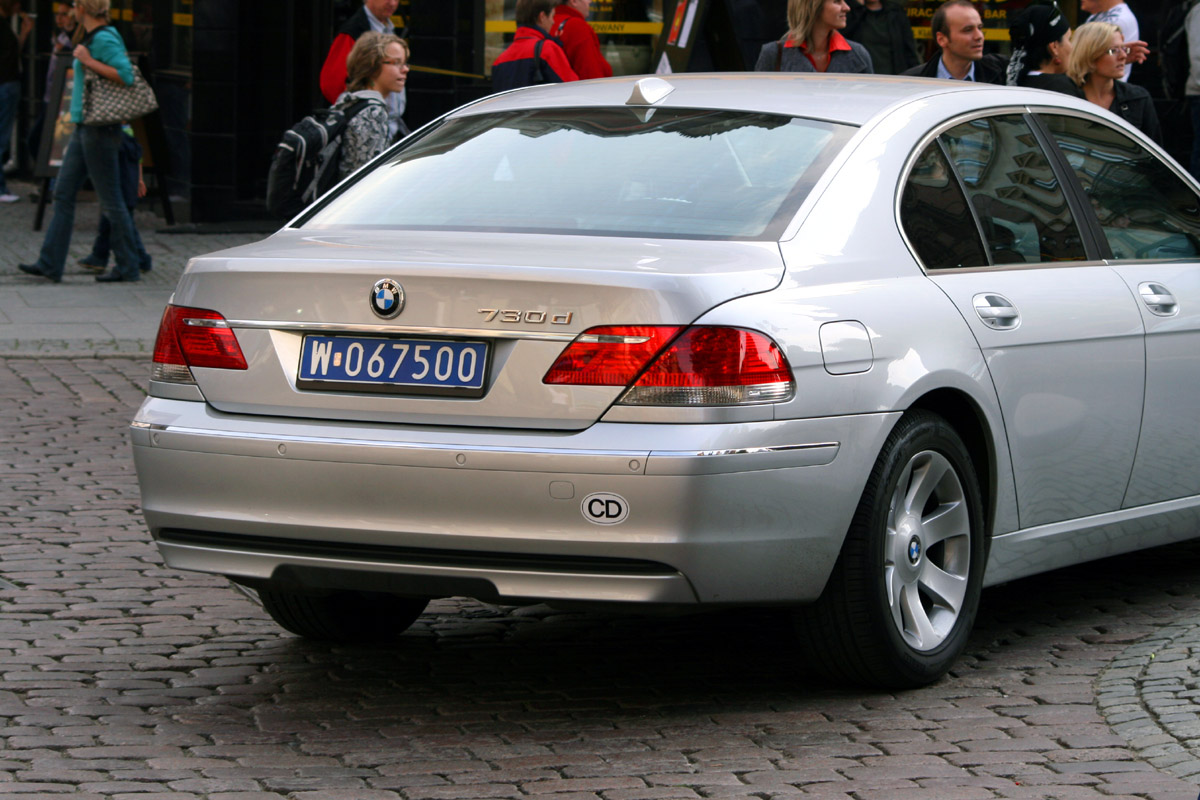
BMW 730d z oznaczeniami corps diplomatique

Korpus dyplomatyczny (fr. Corps diplomatique, stąd skrót CD), termin ten wszedł do powszechnego użytku w XIX wieku. Pojęcie korpusu ma dwa znaczenia - węższe i szersze:
- w znaczeniu węższym są to szefowie misji dyplomatycznych akredytowani przy głowie określonego państwa przyjmującego uszeregowani zgodnie z zasadami precedencji;
- w znaczeniu szerszym są to wszyscy członkowie personelu dyplomatycznego misji w określonym kraju wraz z małżonkami, ich nazwiska zaś umieszczone są w spisie korpusu dyplomatycznego.

## Dziekan korpusu dyplomatycznego
Na czele korpusu stoi dziekan (ang. dean, fr. doyen), którym jest (zgodnie z zasadami precedencji) szef misji dyplomatycznej w najwyższej klasie (z reguły jest to I ranga, czyli  ambasador) i o najdłuższym stażu w danym kraju (decyduje data i godzina złożenia listów uwierzytelniających w państwie przyjmującym). W niektórych krajach, które nie tylko utrzymują stosunki dyplomatyczne ze Stolicą Apostolską, ale tradycyjnie miały bardzo dobre relacje z nią, dziekanem korpusu dyplomatycznego z urzędu może zostać nuncjusz apostolski, bez względu na okres pobytu w tym państwie (tak jest m.in. w Polsce). W takim przypadku wicedziekanem zostaje najstarszy stażem szef misji w najwyższej klasie. 
Sprawowanie funkcji dziekana korpusu dyplomatycznego nie nadaje dziekanowi żadnych uprawnień władczych w stosunku do pozostałych dyplomatów. Jest to funkcja primus inter pares (pierwszego wśród równych), a więc funkcja o charakterze reprezentacyjnym i ceremonialnym.
Do głównych zadań dziekana należą: 
- reprezentowanie korpusu na zewnątrz,
- przemawianie w jego imieniu na uroczystościach oraz przyjęciach,
- informowanie nowo przybyłych dyplomatów o panujących w kraju zwyczajach,
- organizacja przywitania i pożegnania.

Samochody osób należących do korpusu dyplomatycznego mogą być oznaczone skrótem „CD”.